# カーフリーデー

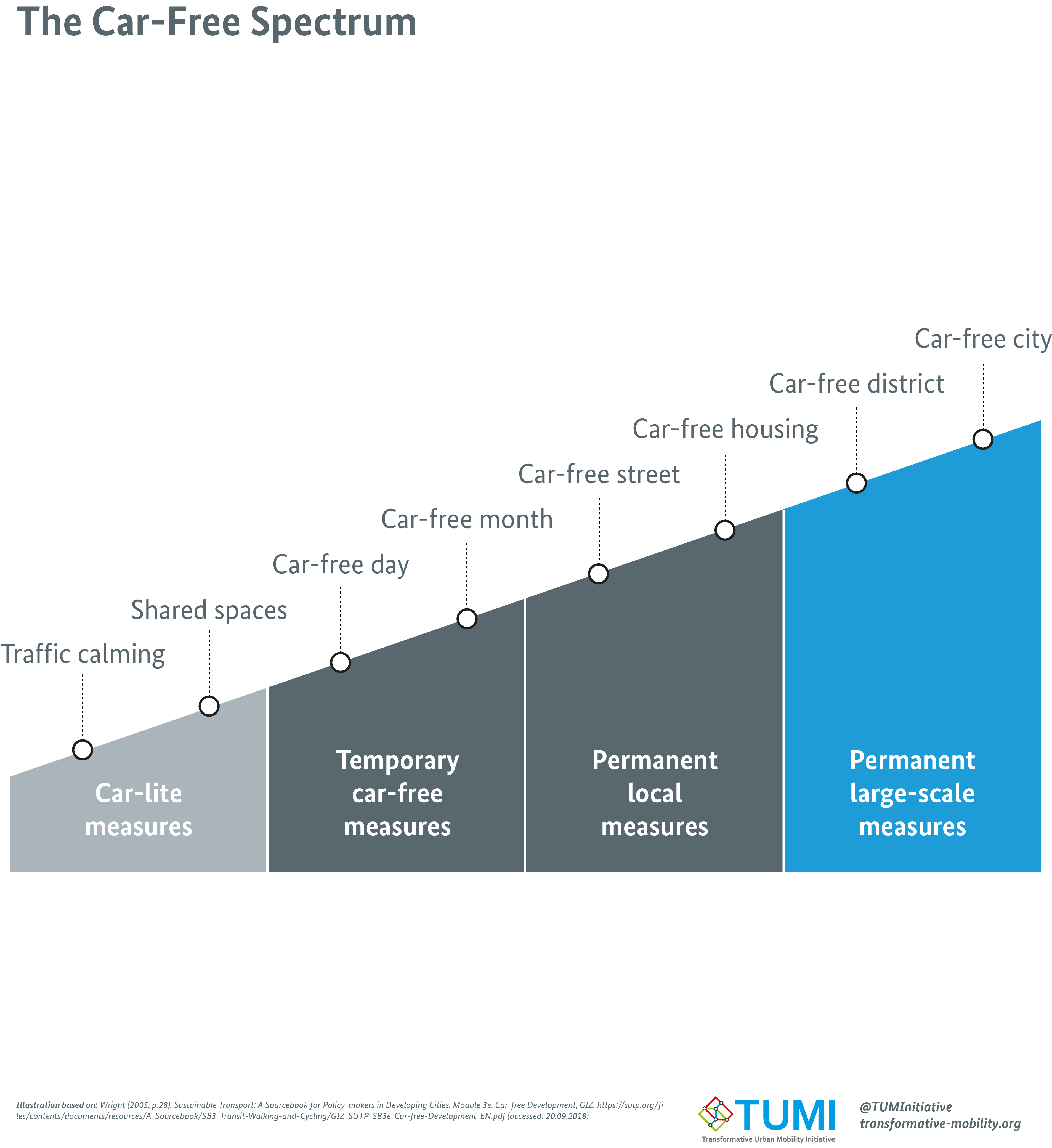
カーフリーデーは、多数あるカーフリー運動 一つである。

カーフリーデー (car-free days) とは、都市の中心部でマイカーを使わないことで、交通や環境、都市生活と車の使い方の問題について考える日である。日本のノーカーデー（ノーマイカーデー）などとは異なる。
ジャカルタやテヘランなどの都市では、毎週設けている。また、年間を通してカーフリーデーを設けている都市もある。世界カーフリーデーは9月22日に制定されており、一部の都市や国では、様々なイベントが開催されている。これらのイベントは、運転者や通勤者に、自分の地域で車を利用しない社会を実感させる機会となる。このコンセプトは1970年代に始まり、1990年代に普及した。
現在、ボゴタ市全域で世界最大規模の平日カーフリーデーイベントがで開催されている。最初のカーフリーデーは2000年2月に実施され、住民投票によって制度化された。

## 解説

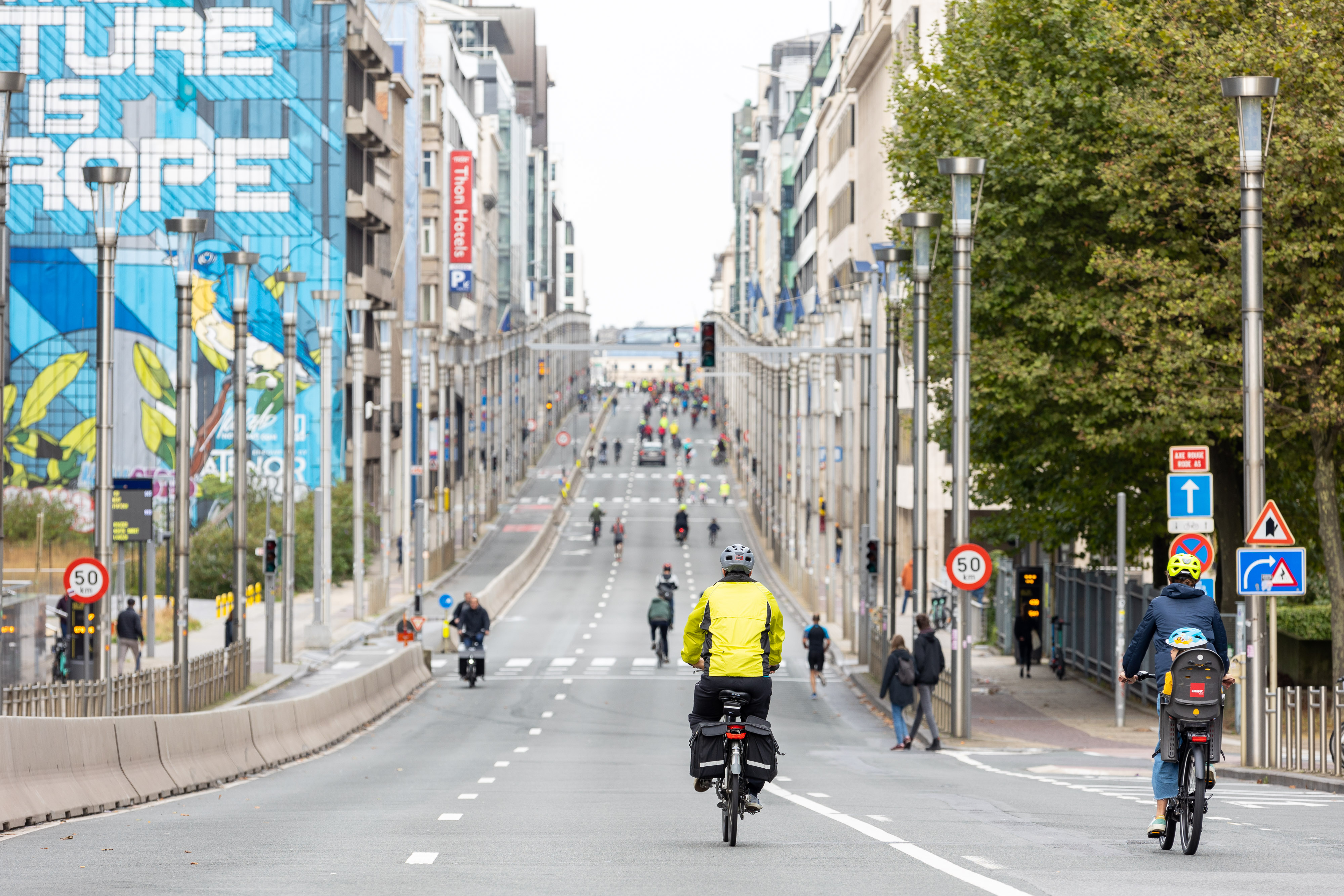
ブリュッセル のカーフリーデー(2022年)

1997年（平成9年）9月9日フランスのラ・ロシェルで「車のない日」という都市政策の一環としての啓発イベントとして始まり、翌1998年（平成10年）からはフランス環境省の呼びかけで全国的に行われ、このときから毎年9月22日となった。
2000年（平成12年）には「カーフリーデー」として欧州委員会の支援プロジェクトとなり、ヨーロッパ中に広がった。2002年（平成14年）からは9月16日から22日を「モビリティウィーク」として規模を拡張している。2007年（平成19年）からは2000都市が参加する、同じ目的で、同じ期間に実施する世界レベルのイベントとなっている。
「カーフリーデー」は一日一定エリア内へのマイカーの交通規制を行い、市民が車のない都市環境を体験することで、街での車の使い方、交通行動を考える機会にしようというもの。「モビリティウィーク」は、都市交通や地球環境問題への啓発活動であるとともに新しい交通施策の展開の機会とすることも目的となった交通週間である。なお、カーフリーデーを中心イベントとするものの、今では必ずしも9月22日に実施する必要はなく、9月16日から22日までのうちのどれかでも可能。（例えば、ブリュッセルではモビリティーウィーク中の日曜日に実施）。ただし、1日だけの取り組みを行う自治体は、カーフリーデーの実施は9月22日開催が推奨されている。
日本では2000年に、市民団体が東京で取り組んだのが最初だが、日本としてヨーロッパと連動して本格的な活動が始まったのは、ヨーロッパ運営委員会が日本担当ナショナルコーディネーターを指名した2004年（平成16年）からである。その年には横浜市が市民団体、名古屋市が行政主体、松本市では官民協働で参加し、その後の詳細はカーフリーデージャパンの各年の報告を参照。
本来、地方自治体が主体となってすすめる都市交通施策の一環だが、日本では例外的に市民団体主催でも参加可能としている。また、カーフリーデーはモビリティウィークの一部と位置づけられているが、日本では翌23日の秋分の日に行うことも認めている。

## カーフリーデーの設定課題
1994年のカーフリーデーでは、都市、近隣地域、またはグループに対して次のような課題が設定された。
- 綿密に準備した一日を車なしで過ごす。
- その日に実際に何が起こっているのかを詳しく研究し、観察すること。
- そして、この経験から得た教訓と、それを基にして次に何を慎重かつ創造的に行うことができるかについて、公的に集団的に考察する。

この演習では、自動車利用者を何らかの「治療」を必要とする「中毒者」とみなした。主催者は、自動車のみを使う意識を意味すると解釈しました。この演習で提案された「治療」は、主に以下の3つの問いに答える事だった。
- 都市でドライバーを車から降ろすことは可能か...
- 多元的な民主主義においては許容される方法で...
- 車のない（少ない）都市交通パラダイムを実際に機能させるために何が必要かを示すのに十分な期間か?

## インパクト

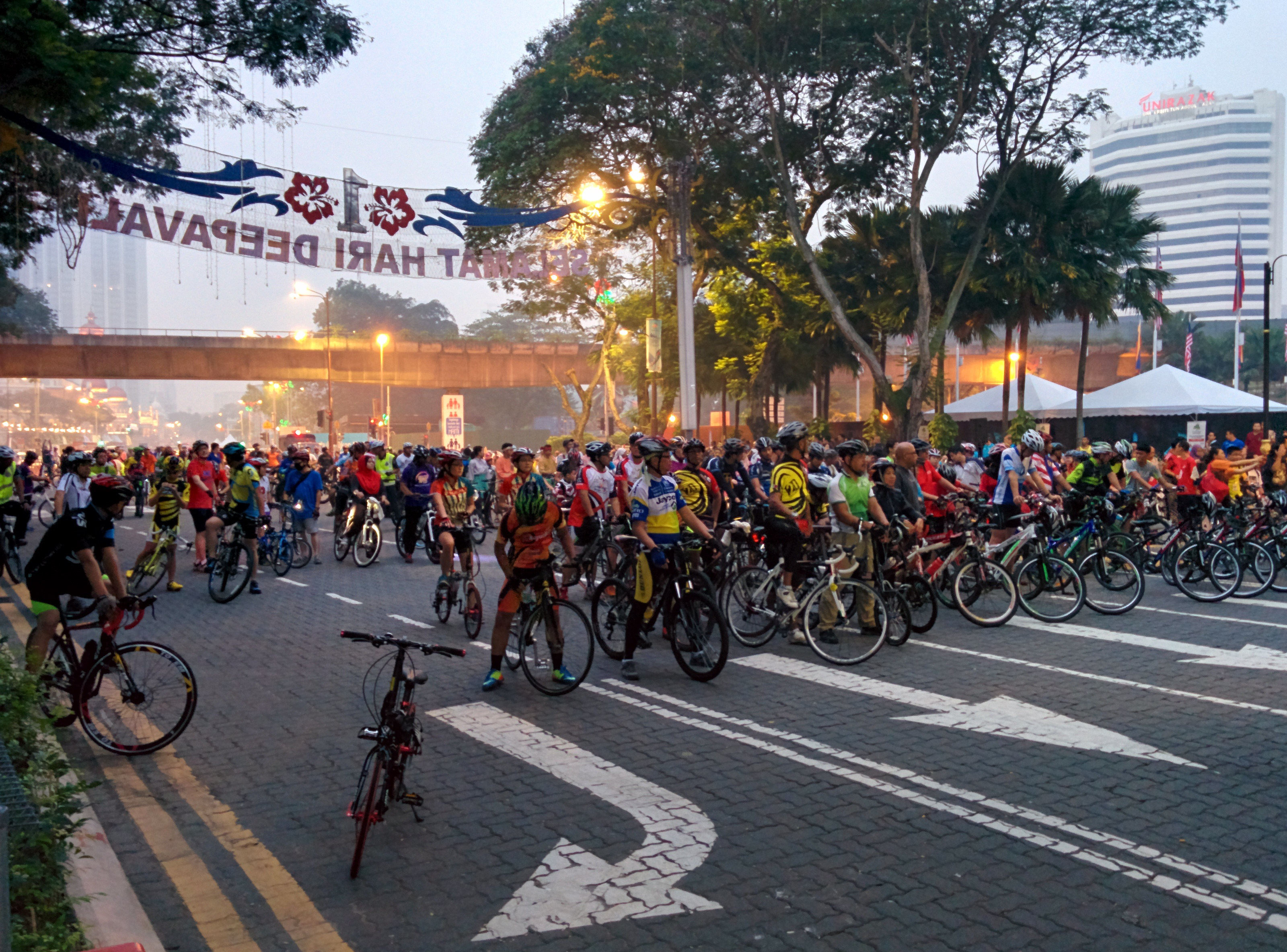
クアラルン・プール　のカーフリーデー

ワシントンポスト紙によると、このイベントは「公共交通機関、自転車、徒歩の改善と、職場が自宅に近く、買い物が徒歩圏内にあるコミュニティの発展を促進する」。研究によると、都市部での短距離の移動は、車よりも自転車を使った方が早く到着できることが示されている。

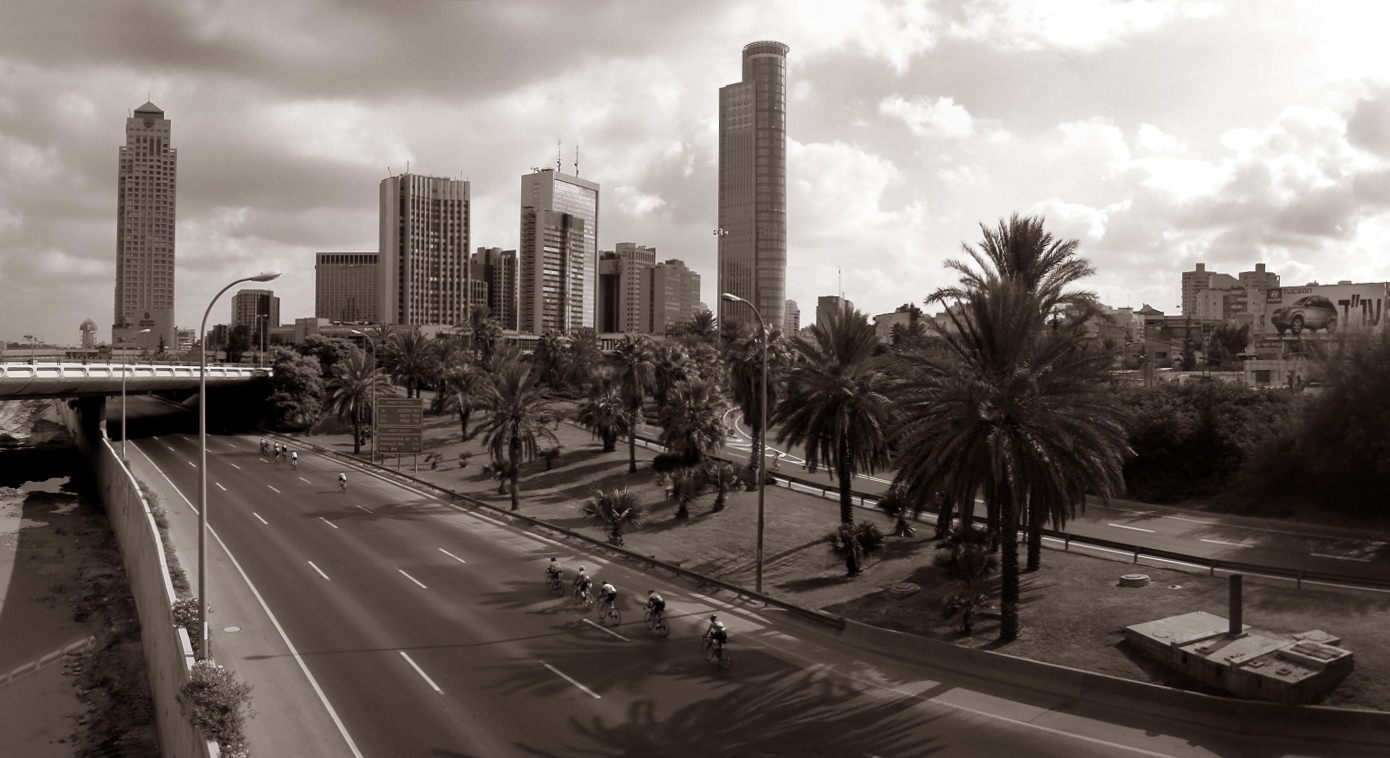
サイクリストたちがテルアビブの 高速道路 を走る（ヨム・キプル）

公式に制定されたカーフリーデーではないが、イスラエルでは毎年ヨム・キプル（ユダヤ教の贖罪の日）を記念して、緊急車両を除き24時間以上交通が停止される。これは、自動車を含むすべての動力付き車両と公共交通機関（バス、電車、タクシー、飛行機など）を対象としている。ヒロニ川沿いのサイクリング愛好家やその他の宗教関係者はこれを利用し、道路（宗教地区を除く）は事実上の遊歩道や自転車道となる。この日、イスラエルの大気汚染は窒素酸化物で測定され、99%減少した。